# Medetera polonica
Medetera polonica is een vliegensoort uit de familie van de slankpootvliegen (Dolichopodidae). De wetenschappelijke naam van de soort is voor het eerst geldig gepubliceerd in 1977 door Negrobov & Capecki.